# VIA C3
C3 — семейство x86-совместимых микропроцессоров компании VIA Technologies. В основе процессоров семейства C3 лежало ядро, разработанное компанией Centaur Technology (приобретённой VIA в 1999 году).
Первое ядро, лежавшее в основе процессоров VIA C3 — Samuel 2, представляло собой ядро Samuel, лежавшее в основе поздних процессоров VIA Cyrix III, оснащённое кэш-памятью второго уровня. По сравнению с Pentium III имел значительно меньшее энергопотребление и фактически был холодным процессором, но имел недостаток, заключающийся в очень слабом сопроцессоре. В основном использовался в офисных ПК. Компания VIA представила интегрированную платформу VIA EPIA основанную на процессорах C3 (именовавшихся VIA Eden) и компактных материнских платах собственного стандарта Mini-ITX.
В 2018 году в процессоре был обнаружен аппаратный бэкдор, позволяющий исполнять код в нулевом кольце защиты.